# مونتيزوما (جورجيا)
مونتيزوما (بالإنجليزية: Montezuma, Georgia)‏ هي مدينة تقع في مقاطعة ماكون، جورجيا بولاية جورجيا في الولايات المتحدة. تبلغ مساحة هذه المدينة 11.8 (كم²)، وترتفع عن سطح البحر 111 م، بلغ عدد سكانها 3460 نسمة في عام 2010 حسب إحصاء مكتب تعداد الولايات المتحدة.

## أعلام
- ليونيل دبليو. ماكنزي
- أنطونيو كوشران
- إليجاه بي. لويس

## وصلات خارجية
- http://www.montezuma-ga.org/
- Cities & Counties - Georgia.gov